# Place Bolívar de Puerto Ayacucho
La place Bolívar de Puerto Ayacucho (Plaza Bolívar de Puerto Ayacucho, en espagnol) est un espace public situé à Puerto Ayacucho, capitale de l'État d'Amazonas, au Venezuela. Elle est classée Monument national du Venezuela.

## Historique
L'espace public a été rénové en 1987.

## Description
Le sol en granit est parcouru par des allées agrémentées de massifs et de bancs en métal forgé. Au centre de la place trône une statue équestre sur piédestal du héros de la Guerre d'indépendance du Venezuela, Simón Bolívar, réplique de la statue que l'on trouve sur la place Bolívar de la capitale Caracas.

## Monuments
La place abrite plusieurs bâtiments et éléments remarquables :
- Cathédrale María Auxiliadora classée Monument national ;
- Statue équestre de Simón Bolívar : Réalisée en 1987 par le sculpteur A. Rus à Guatire[1] (État de Miranda), elle représente le héros en cavalier. Une plaque située sur le côté droit du piédestal présente les armes du Venezuela et l'inscription Simón Bolívar Libertador de Venezuela, Colombia, Ecuador, Perú, Panamá y fundador de Bolivia, « Simón Bolívar, libérateur du Venezuela, de la Colombie, de l'Équateur, du Pérou, de Panama et fondateur de la Bolivie »[1] ; Sur l'arrière se trouve l'inscription Echemos el miedo a la espalda y salvemos a la patria. Simón Bolívar[1]. Sur le côté gauche se trouve de nouveau les armes du pays ainsi que l'inscription Ejecutivo Nacional y del Territorio Federal Amazonasa Puerto Ayacucho en sus 63 años, Jaime Lusinchi Presidente, Bernabé Gutierrez Gobernador, 1987[1] ;
- Le palais du gouvernement[2] ;
- Le ministère de la Justice et le siège de la police judiciaire de l'État[2] ;
- La mission salésienne et les collèges salésiens Pie XI et D. Navea[2].

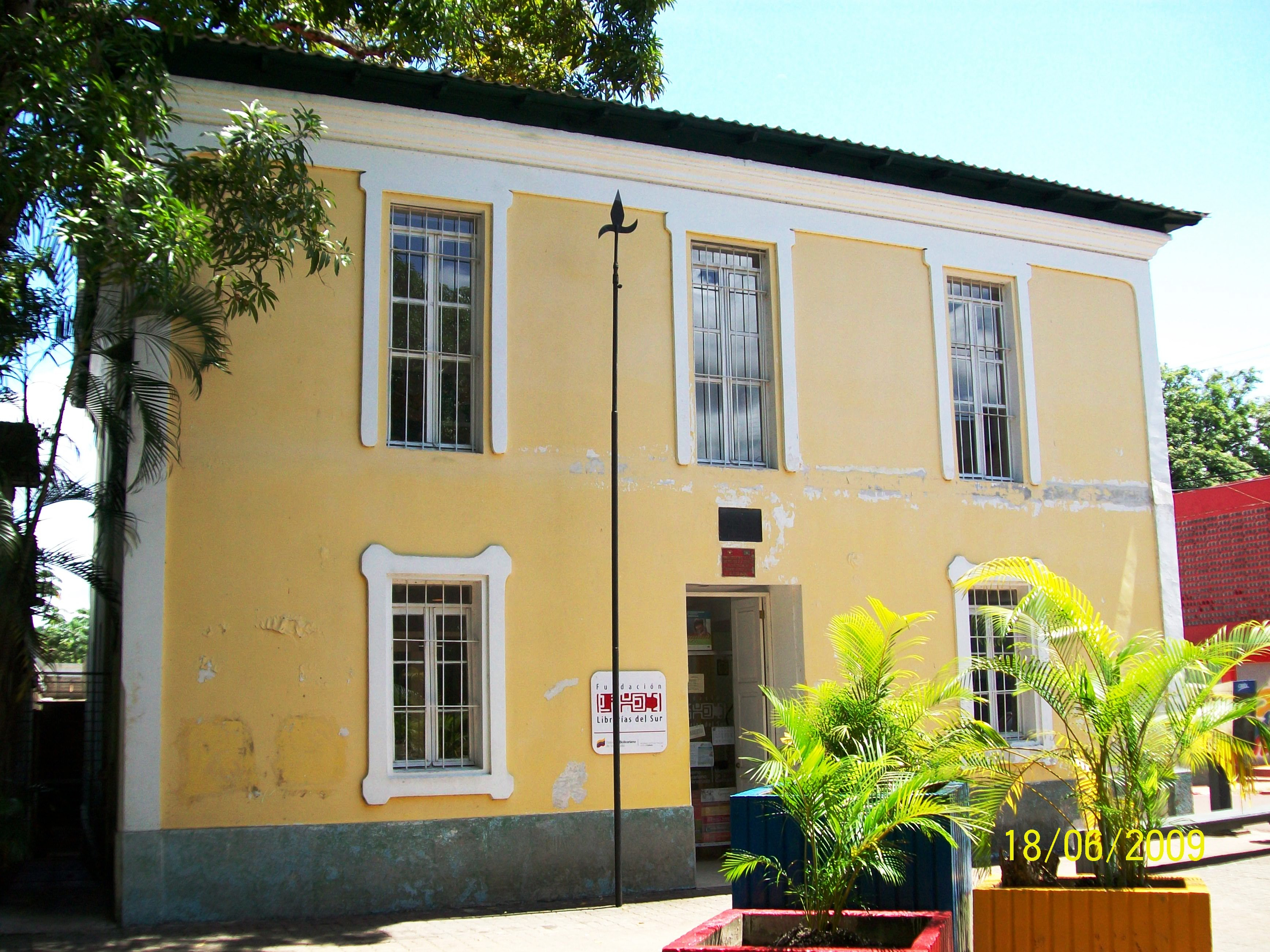
Bibliothèque del Sur, sur la place, une ancienne prison d'architecture coloniale typique.
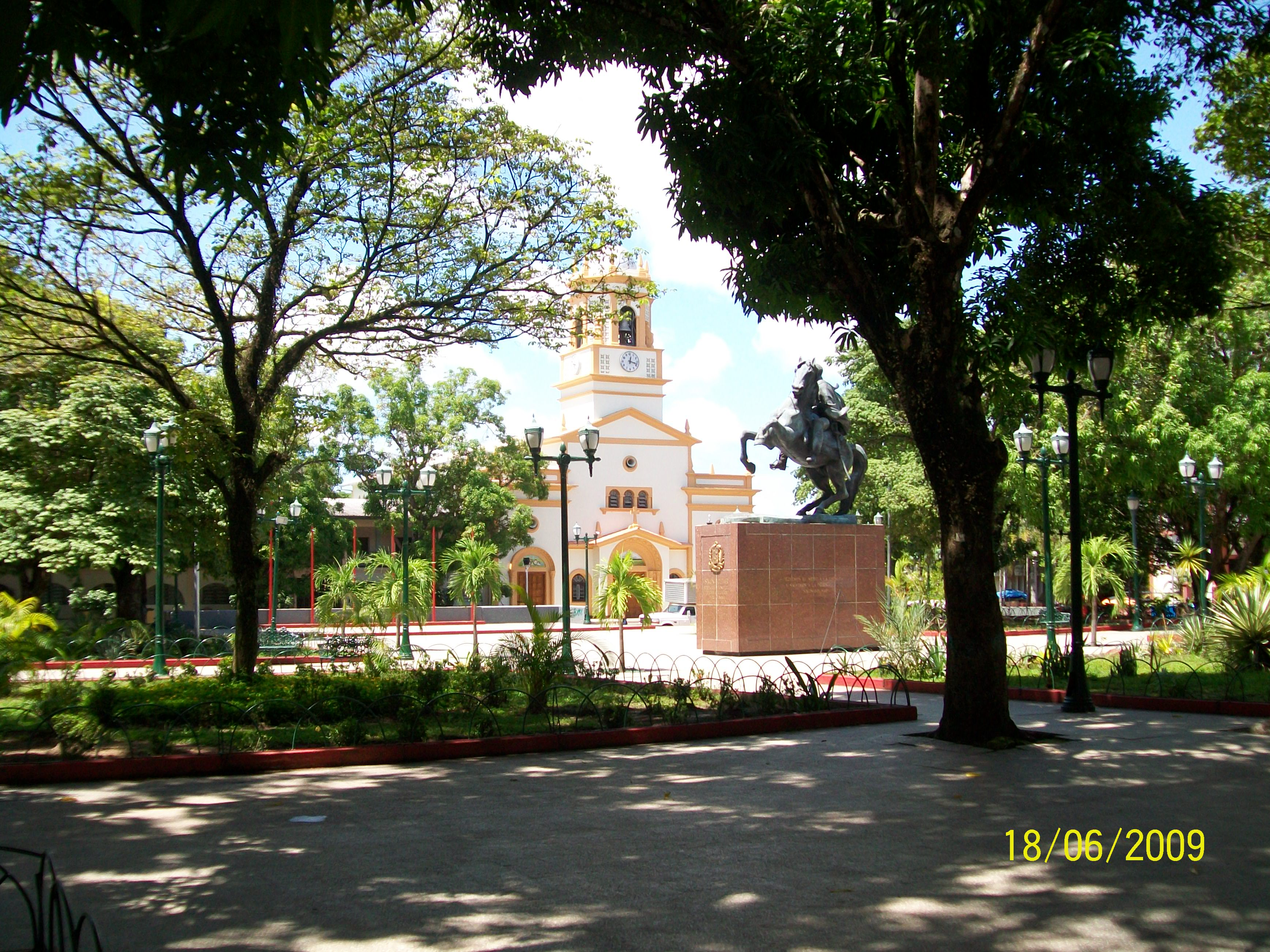
Cathédrale María Auxiliadora